# Languibonou
Languibonou este o comună din regiunea Diabo, Coasta de Fildeș.